# Chinese Super League (2018)
Rozgrywki 2018 były 15. sezonem w historii profesjonalnej Super League. Tytułu mistrzowskiego broniło Guangzhou Evergrande. Sezon toczył się systemem kołowym. Udział w nim wzięło czternaście zespołów z poprzednich rozgrywek i dwie drużyny, które awansowały z China League One. Po sezonie z ligi spadły zespoły Changchun Yatai i Guizhou Hengfeng. Mistrzostwo po raz pierwszy w swojej historii zdobyła drużyna Shanghai SIPG.

## Zespoły
| Uczestnicy poprzedniej edycji                                                                                 | Uczestnicy poprzedniej edycji | Uczestnicy poprzedniej edycji | Uczestnicy poprzedniej edycji |
| --- | ----------------------------- | ----------------------------- | ----------------------------- |
| GUO | Beijing Guo’an                |                               |                               |
| YAT | Changchun Yatai               |                               |                               |
| CHL | Chongqing Lifan               |                               |                               |
| GZE | Guangzhou Evergrande          |                               |                               |
| GRF | Guangzhou R&F                 |                               |                               |
| GZZ | Guizhou Hengfeng Zhicheng     |                               |                               |
| HCF | Hebei China Fortune           |                               |                               |
| HEN | Henan Jianye                  |                               |                               |
| JIA | Jiangsu Suning                |                               |                               |
| SLT | Shandong Luneng Taishan       |                               |                               |
| SSH | Shanghai Shenhua              |                               |                               |
| SIP | Shanghai SIPG                 |                               |                               |
| TJQ | Tianjin Quanjian              |                               |                               |
| TED | Tianjin Teda                  |                               |                               |
| Awans z China League One 2017                                                                                 |                               |                               |                               |
| BRE | Beijing Renhe                 |                               |                               |
| DLY | Dalian Yifang                 |                               |                               |
| Oznaczenia: - kolumna pierwsza – skróty nazw drużyn, - kolumna trzecia – miejsce zajęte w poprzednim sezonie. |                               |                               |                               |

## Tabela
| Lp. | Drużyna                        | M  | Z  | R  | P  | Bramki | Bramki | Różn. | Pkt | Uwagi                                                                   | Bezpośrednio               |
| --- | ------------------------------ | -- | -- | -- | -- | ------ | ------ | ----- | --- | ----------------------------------------------------------------------- | -------------------------- |
| 1   | Shanghai SIPG (M)              | 30 | 21 | 5  | 4  | 77     | 33     | +44   | 68  | Liga Mistrzów AFC • Faza grupowa                                        |                            |
| 2   | Guangzhou Evergrande           | 30 | 20 | 3  | 7  | 82     | 36     | +46   | 63  | Liga Mistrzów AFC • Faza grupowa                                        |                            |
| 3   | Shandong Luneng Taishan        | 30 | 17 | 7  | 6  | 57     | 39     | +18   | 58  | Liga Mistrzów AFC • 3QR                                                 |                            |
| 4   | Beijing Guo’an1                | 30 | 15 | 8  | 7  | 64     | 45     | +19   | 53  | Liga Mistrzów AFC • Faza grupowa                                        |                            |
| 5   | Jiangsu Suning                 | 30 | 13 | 9  | 8  | 48     | 33     | +15   | 48  |                                                                         |                            |
| 6   | Hebei China Fortune            | 30 | 10 | 9  | 11 | 46     | 50     | −4    | 39  |                                                                         |                            |
| 7   | Shanghai Shenhua               | 30 | 10 | 8  | 12 | 44     | 53     | −9    | 38  |                                                                         |                            |
| 8   | Beijing Renhe                  | 30 | 9  | 10 | 11 | 33     | 46     | −13   | 37  |                                                                         |                            |
| 9   | Tianjin Quanjian               | 30 | 9  | 9  | 12 | 41     | 48     | −7    | 36  |                                                                         |                            |
| 10  | Guangzhou R&F                  | 30 | 10 | 6  | 14 | 49     | 61     | −12   | 36  |                                                                         |                            |
| 11  | Dalian Yifang                  | 30 | 10 | 5  | 15 | 37     | 57     | −20   | 35  |                                                                         |                            |
| 12  | Henan Jianye                   | 30 | 10 | 4  | 16 | 30     | 45     | −15   | 34  |                                                                         |                            |
| 13  | Chongqing Lifan                | 30 | 8  | 8  | 14 | 40     | 46     | −6    | 32  | CHL 1-2 YAT YAT 1-2 CHL TED 1-2 CHL CHL 1-1 TED YAT 0-1 TED TED 3-3 YAT |                            |
| 14  | Tianjin Teda                   | 30 | 8  | 8  | 14 | 41     | 54     | −13   | 32  | CHL 1-2 YAT YAT 1-2 CHL TED 1-2 CHL CHL 1-1 TED YAT 0-1 TED TED 3-3 YAT |                            |
| 15  | Changchun Yatai (S)            | 30 | 8  | 8  | 14 | 45     | 56     | −11   | 32  | CHL 1-2 YAT YAT 1-2 CHL TED 1-2 CHL CHL 1-1 TED YAT 0-1 TED TED 3-3 YAT | Spadek do China League One |
| 16  | Guizhou Hengfeng Zhicheng2 (S) | 30 | 7  | 3  | 20 | 34     | 66     | −32   | 24  |                                                                         | Spadek do China League One |

Aktualne na koniec sezonu. Źródło: RSSSF (ang.) 
Oznaczenia: (M) – tytuł mistrzowski, (A) – awans, (S) – spadek, (B) – baraże.
Zasady ustalania kolejności: 1. liczba zdobytych punktów; 2. różnica zdobytych bramek; 3. większa liczba zdobytych bramek. 
Objaśnienia:
1Beijing Guo’an zakwalifikował się do Ligi Mistrzów AFC jako zdobywca Pucharu Chin

## Najlepsi strzelcy
| Poz. | Zawodnik         | Zespół               | Bramki |
| ---- | ---------------- | -------------------- | ------ |
| 1    | Wu Lei           | Shanghai SIPG        | 27     |
| 2    | Odion Ighalo     | Changchun Yatai      | 21     |
| 3    | Eran Zahawi      | Guangzhou R&F        | 20     |
| 4    | Cédric Bakambu   | Beijing Guo’an       | 19     |
| 5    | Diego Tardelli   | Shandong Taishan     | 17     |
| 5    | Frank Acheampong | Tianjin Teda         | 17     |
| 7    | Graziano Pellè   | Shandong Taishan     | 16     |
| 7    | Talisca          | Guangzhou Evergrande | 16     |
| 7    | Alan Kardec      | Chongqing Lifan      | 16     |
| 10   | Nyasha Mushekwi  | Dalian Yifang        | 15     |
| 10   | Alexandre Pato   | Tianjin Quanjian     | 15     |

Źródło: